# Белимаркович, Йован
Йован Белимаркович (1 января 1827, Белград, Османская империя — 16 августа 1906, Врнячка-Баня, Королевство Сербия) — сербский генерал и государственный и дипломатический деятель. Военный министр Независимого Сербского княжества (1868—1873).

## Биография
Учился в Белградcкой военной академии. Получил основательную военную подготовку. Окончил военное артиллерийское инженерное училище в Берлине. С 1849 года служил в прусской армии.
В 1852 году, вернувшись на родину, стал профессором Белградской военной академии, с 1860 года служил майором генерального штаба.
В 1868—1873 годах — военный министр Независимого Сербского княжества.
В 1873—1876 годах — посланник в Черногории.
Генерал с 1877 года. Принимал деятельное участие в Сербско-турецкой войне (1877—1878). Командуя тимокской и шумадийской дивизиями, наступавшими на Софию, отличился в бою при Пироте (1877).
Во время Русско-турецкой войны (1877—1878) командовал Моравским корпусом, мобилизованным Сербией на западном театре военных действий в помощь русским войскам; но во время кампании его корпус активной роли не играл.
В 1880 году оставил службу.
Примыкал к либеральной партии.
При отречении от престола король Сербии Милан I Обренович в 1889 году назначил его вместе с Йованом Ристичем и Костой Протичем одним из регентов на время малолетства короля Александра Обреновича (1889—1893).

## Награды
- Орден Милоша Великого
- Орден Таковского креста
- Золотая медаль за храбрость
- Памятная медаль Освободительной войны 1876—1878 гг.
- Орден Святого Станислава I степени с мечами